# 直果草
直果草（学名：Orthocarpus chinensis）为玄参科直果草属下的一个种。